# چکامه شبانی
شعر کوتاه از یونانی εἰδύλλιον , eidullion, "چکامه"; در انگلیسی آمریکایی idyl . شعر کوتاهی که توصیف زندگی روستایی را ترسیم می‌کند به سبک شعرهای کوتاه شبانی Theocritus، Idylls (Εἰδύλλια) سروده شده‌است.
بر خلاف هومر، Theocritus درگیر قهرمانان و جنگ نبود. افسانه‌های او به دنیای کوچک صمیمی محدود می‌شود و صحنه‌هایی از زندگی روزمره را توصیف می‌کند. مقلدان بعدی عبارتند از شاعران رومی ویرژیل و کاتولوس، شاعران ایتالیایی تورکواتو تاسو، Jacopo Sannazaro و لئوپاردی، شاعر انگلیسی آلفرد، لرد تنیسون (بت‌های پادشاه)، و Idylls نیچه از مسینا. گوته شعر خود را Hermann and Dorothea - که شیلر اوج تولید گوته را در نظر گرفت - یک بت نامید.

## واژه‌شناسی
این اصطلاح در موسیقی عموماً برای اشاره به یک اثر تداعی کننده زندگی شبانی یا روستایی است، مانند ادوارد مک داول. موسیقی، همراه با باله و آواز.
idyll در هنرهای تجسمی (نقاشی)، اغلب زندگی روستایی یا دهقانی موضوع اصلی آن است. یکی از اولین نمونه‌ها، Très Riches Heures du Duc de Berry در اوایل قرن پانزدهم است. این ژانر در نقاشی‌های انگلیسی دوران ویکتوریا محبوبیت خاصی داشت.